# Arbellara
Arbellara (còrso: Arbiddara) è un comune francese di 158 abitanti situato nel dipartimento della Corsica del Sud nella regione della Corsica.
Nel comune poco lontano da Sartene si trova il ponte Spin' a Cavallu.

## Società

### Evoluzione demografica
Abitanti censiti